# Kalpa

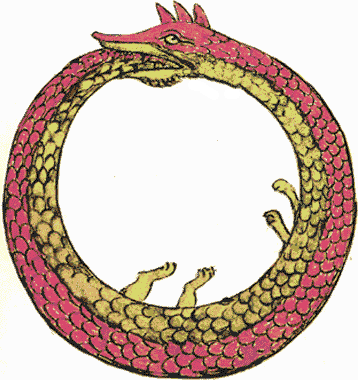
L'uroboro, simbolo della ciclicità del tempo.

Nella cosmologia induista e buddista, un kalpa è un termine sanscrito che indica un ciclo cosmico, detto anche giorno di Brahma: un lungo periodo di tempo che sta alla base della teoria dell'evoluzione e dell'involuzione dell'universo.
Questa teoria si basa su un andamento ciclico, in cui il tempo non è lineare ma è diviso in cicli più piccoli che si ripetono all'interno di cicli maggiori, durante i quali avvengono i processi di emanazione, durata e riassorbimento dell'universo, con distruzioni parziali (pralaya) o totali (mahapralaya).
Vi sono menzioni della parola "kalpa" nei più antichi testi religiosi induisti e buddisti.

## Induismo
Nell'Induismo (cfr. Calendario hindu), un kalpa dura 4,32 miliardi di anni, cioè un "giorno di Brahmā" e misura la durata del mondo (gli scienziati stimano l'età della Terra a 4,54 miliardi di anni). Il kalpa è a sua volta diviso in altre ere che si susseguono e ripetono ciclicamente a loro volta, come riassunto dal seguente schema:
| Vita di Brahma                     | Vita di Brahma           | Vita di Brahma           | Vita di Brahma           | Vita di Brahma           | Vita di Brahma           | Vita di Brahma           | Vita di Brahma           | Vita di Brahma           | Mahāpralaya                         | Mahāpralaya                         | Mahāpralaya                         | Mahāpralaya                         | Mahāpralaya                         | Mahāpralaya                         | Mahāpralaya                         | Mahāpralaya                         | Mahāpralaya                         |
| 311.040.000.000.000 anni           | 311.040.000.000.000 anni | 311.040.000.000.000 anni | 311.040.000.000.000 anni | 311.040.000.000.000 anni | 311.040.000.000.000 anni | 311.040.000.000.000 anni | 311.040.000.000.000 anni | 311.040.000.000.000 anni | 311.040.000.000.000 anni            | 311.040.000.000.000 anni            | 311.040.000.000.000 anni            | 311.040.000.000.000 anni            | 311.040.000.000.000 anni            | 311.040.000.000.000 anni            | 311.040.000.000.000 anni            | 311.040.000.000.000 anni            | 311.040.000.000.000 anni            |
| = 1 mahākalpa = 100 anni di Brahma |                          |                          |                          |                          |                          |                          |                          |                          |                                     |                                     |                                     |                                     |                                     |                                     |                                     |                                     |                                     |
| Giorno                             | Notte                    | Giorno                   | Notte                    | ...                      | Giorno                   | Notte                    | Giorno                   | Notte                    | RIASSORBIMENTO TOTALE DELL'UNIVERSO | RIASSORBIMENTO TOTALE DELL'UNIVERSO | RIASSORBIMENTO TOTALE DELL'UNIVERSO | RIASSORBIMENTO TOTALE DELL'UNIVERSO | RIASSORBIMENTO TOTALE DELL'UNIVERSO | RIASSORBIMENTO TOTALE DELL'UNIVERSO | RIASSORBIMENTO TOTALE DELL'UNIVERSO | RIASSORBIMENTO TOTALE DELL'UNIVERSO | RIASSORBIMENTO TOTALE DELL'UNIVERSO |
|                                    | pralaya                  |                          | pralaya                  | ...                      |                          | pralaya                  |                          | pralaya                  | RIASSORBIMENTO TOTALE DELL'UNIVERSO | RIASSORBIMENTO TOTALE DELL'UNIVERSO | RIASSORBIMENTO TOTALE DELL'UNIVERSO | RIASSORBIMENTO TOTALE DELL'UNIVERSO | RIASSORBIMENTO TOTALE DELL'UNIVERSO | RIASSORBIMENTO TOTALE DELL'UNIVERSO | RIASSORBIMENTO TOTALE DELL'UNIVERSO | RIASSORBIMENTO TOTALE DELL'UNIVERSO | RIASSORBIMENTO TOTALE DELL'UNIVERSO |

| Giorno di Brahma   |          |     |          |          |
| 1 kalpa            |          |     |          |          |
| 4.320.000.000 anni |          |     |          |          |
| 1000 mahāyuga      |          |     |          |          |
| Mahāyuga           | Mahāyuga | ... | Mahāyuga | Mahāyuga |

Un kalpa equivale a mille mahāyuga, l'insieme dei quattro yuga comprese le "albe" e i "crepuscoli" intermedi (sandhi). Ogni kalpa è poi diviso in 14 "periodi di Manu" (manvantara o manuvantara), ognuno dei quali dura 306.720.000 anni. Due kalpa costituiscono un giorno e una notte di Brahma. Un "mese di Brahma" conterrebbe 30 di questi giorni e notti, 259,2 miliardi di anni. Secondo il Mahābhārata, 12 mesi di Brahma (da 360 giorni e notti di Brahma) costituiscono un "anno di Brahma" o "anno divino" e 100 anni di Brahma costituiscono un ciclo di vita dell'universo o vita di Brahma, chiamato mahākalpa ("grande kalpa").
Ad oggi sarebbero passati cinquanta anni di Brahma e ci troviamo nel cosiddetto shvetavaraha-kalpa del cinquantunesimo anno di Brahma.
Alla fine di ogni giorno di Brahma (kalpa) sovviene una notte di Brahma, della stessa durata del giorno (1 kalpa), durante la quale avviene una parziale distruzione del mondo (pralaya) per opera del fuoco, dell'acqua o del vento.
Dopo ogni mahākalpa (100 anni di Brahma), Brahma muore e avviene una distruzione totale dell'universo (mahapralaya), che dura quanto è durata la vita di Brahma: 100 anni di Brahma. Dopo tale periodo, Brahmā rinasce e si ripete nuovamente il ciclo.
Nella Bhagavad Gita, il Signore Krishna così spiega ad Arjuna la teoria dell'evoluzione e dell'involuzione durante i cicli cosmici:
Quando viene il giorno, tutti gli esseri distinti procedono dall'indistinto; quando viene la notte, è in esso altresì che si risolvono, in ciò che è detto l'indistinto.
Questa stessa moltitudine di esseri, dopo esser venuta più e più volte all'esistenza, figlio di Pṛthā, si riassorbe suo malgrado, quando viene la notte; essa torna a sorgere quando torna il giorno.
Ma al di là di questo non manifestato, esiste un altro non manifestato, eterno che, anche quando tutti gli esseri periscono, non perisce.
È detto l'Imperituro, il Non Manifestato; è Lui che si proclama essere il fine supremo. Quando lo si è ottenuto, non si rinasce più. È la mia sede suprema.»
(Bhagavad Gita, Canto VIII, versi 17-21)
E ancora:
Padroneggiando la mia natura cosmica, io emetto sempre di nuovo tutto questo insieme di esseri, loro malgrado e grazie al potere della mia natura.»
(Bhagavad Gita, Canto IX, versi 7,8)

### Nomi dei kalpa
Nel Matsya Purāṇa si trovano i nomi di 30 kalpa. Questi sono:
1. Śveta
2. Nīlalohita
3. Vāmadeva
4. Rathantara
5. Raurava
6. Deva
7. Vṛhat
8. Kandarpa
9. Sadya
10. Iśāna
11. Tamah
12. Sārasvata
13. Udāna
14. Gāruda
15. Kaurma
16. Nārasiṁha
17. Samāna
18. Āgneya
19. Soma
20. Mānava
21. Tatpumān
22. Vaikuṇṭha
23. Lakṣmī
24. Sāvitrī
25. Aghora
26. Varāha
27. Vairaja
28. Gaurī
29. Māheśvara
30. Pit

Il Vāyu Purāṇa nel capitolo 21 dà una differente lista di 28 kalpa e nel capitolo successivo dà un'ulteriore lista di 5 kalpa.

Dal punto di vista vaishnava: 

(Valentino Bellucci, La Saggezza di Shiva,2017)

## Buddismo
Nel buddismo vi sono quattro differenti lunghezze di kalpa. Un kalpa regolare è approssimativamente lungo 16 milioni di anni e un kalpa piccolo è lungo 1000 kalpa regolari, o, equivalentemente, 16 miliardi di anni. Inoltre, un kalpa medio è lungo 320 miliardi di anni, l'equivalente di 20 kalpa piccoli. Un kalpa grande è lungo 4 kalpa medi, o, equivalentemente, 1,28 trilioni di anni.
Il Buddha non parlò mai dell'esatto numero di anni che compongono un kalpa, ma comunque diede sorprendenti analogie per comprenderlo:
1. Immagina un enorme cubo vuoto all'inizio di un kalpa, con ogni lato lungo approssimativamente 16 miglia. Una volta ogni 100 anni, inserisci un piccolo seme di senape nel cubo. Secondo il Buddha, l'enorme cubo si riempirà ancor prima che il kalpa si sia concluso.[15]
2. Immagina una gigantesca montagna rocciosa all'inizio di un kalpa, di approssimativamente 16 x 16 x 16 miglia (a confronto della quale anche il monte Everest sembrerebbe piccolo). Prendi un piccolo pezzo di seta e strofina la montagna una volta ogni 100 anni. Secondo il Buddha, la montagna si sarà completamente consumata ancor prima che il kalpa si sia concluso.

In un'occasione alcuni monaci volevano sapere quanti kalpa erano già trascorsi. Il Buddha propose la seguente analogia:
1. Se contate il numero totale di particelle di sabbia nelle profondità del fiume Gange, da dove inizia a dove sfocia al mare, anche quel numero sarà minore del numero di kalpa che sono trascorsi.[16]

## Curiosità
Il Guinness Book of World Records elenca i 4,32 miliardi di anni di un kalpa come la più lunga unità di misura del tempo esistente.